# Radio Network Subsystem

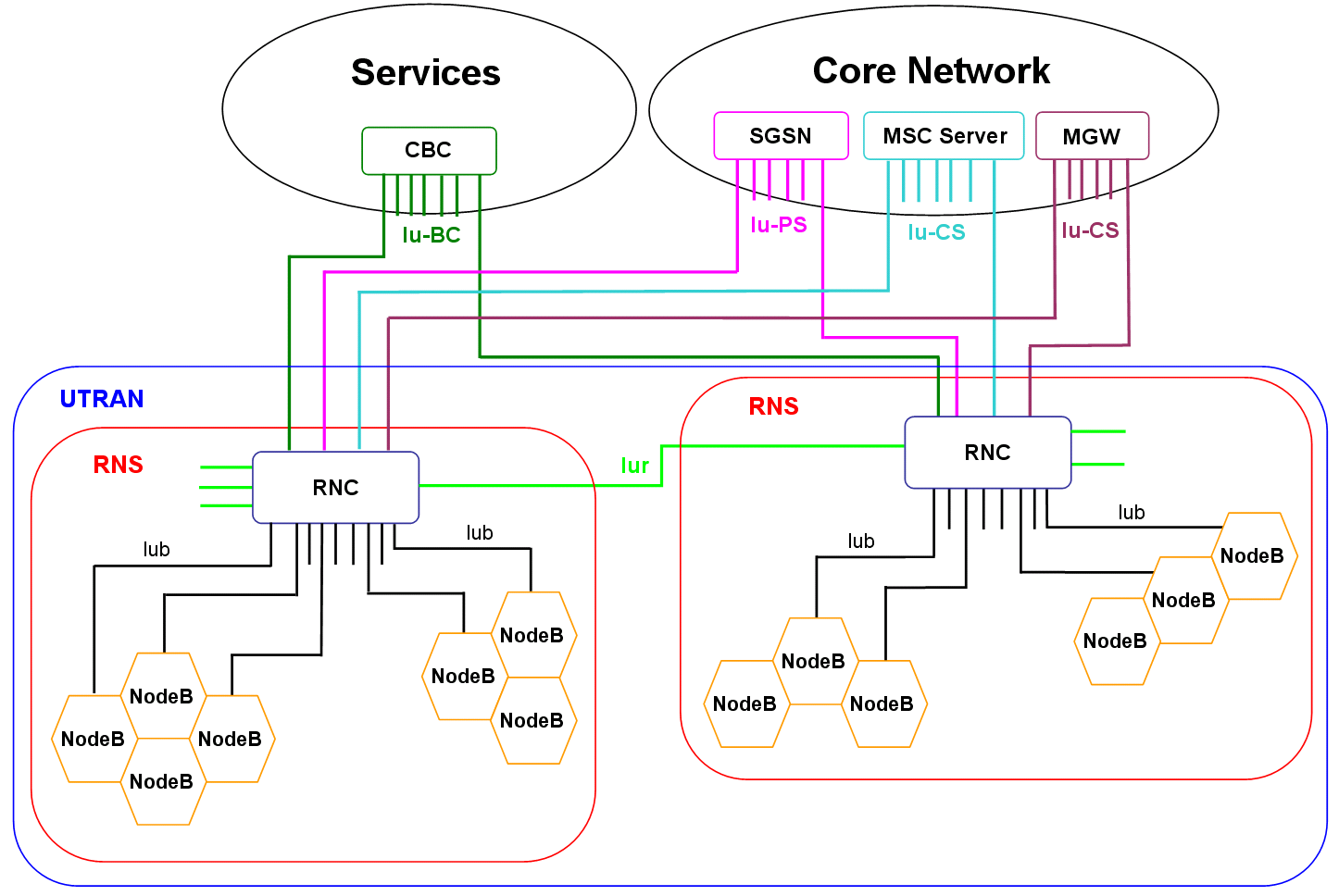
Schematische Darstellung der UMTS-Systemarchitektur

Als Radio Network Subsystem, kurz RNS, wird im UMTS-Mobilfunknetzwerken ein Radio Network Controller (RNC) mit dem an ihm angeschlossenen Node Bs (Basisstationen), bezeichnet.
Die komplette Systemstruktur des UMTS-Netzwerks, also die Verbindung mehrerer RNS untereinander und mit dem Core Network, wird als UTRAN bezeichnet.